# Citizens for Sanity
Citizens for Sanity («Ciudadanos por la cordura» en inglés) es un comité de acción política en los Estados Unidos. El grupo ha publicado anuncios en el período previo a las elecciones de 2022 en los Estados Unidos que apoyan las causas conservadoras.

## Trasfondo
Citizens for Sanity afirman que «no son una organización ideológica», sino que se oponen a la «locura woke». Según Politico, el grupo ha trabajado con consultores de campaña republicanos para publicar anuncios en estados pendulares.
Según los informes de OpenSecrets, la junta del grupo incluye tres miembros de la America First Legal Foundation, un grupo fundado por Stephen Miller. Esto incluye al tesorero del grupo, Gene Hamilton, que anteriormente había trabajado para derogar la política de Acción Diferida para los Llegados en la Infancia (DACA por sus siglas en inglés) como parte de la administración Trump. OpenSecrets describe a Citizens for Sanity como un grupo de dinero oscuro (dark money en inglés).

## Anuncios
El grupo ha ejecutado varias vallas publicitarias y anuncios de televisión, generalmente enfocándose en individuos transgénero y crimen. Por ejemplo, uno de sus anuncios de televisión se centra en las personas transgénero en los deportes, que muestra a una mujer trans que participa en atletismo de pista y campo y derrota a todas sus competidoras presumiblemente cisgénero. Muchas de las vallas publicitarias del grupo promueven sarcásticamente las políticas con el que el grupo no está de acuerdo, como una que dice «Vote para mantener abiertas nuestras fronteras, cárceles y baños. Vote progresivo», y otro que lee «Demasiada libertad es algo malo. Obtenga su auditoría del IRS hoy».
Los anuncios de televisión del grupo fueron criticados por Will Bunch en The Philadelphia Inquirer, quien afirmó que eran «deliberadamente deshonestos» y que a menudo mostraban imágenes violentas durante juegos deportivos, sin advertencias por contenido potencialmente perturbador. Bunch escribió que los anuncios de Citizens for Sility eran aún más extremos que el infame anuncio de Willie Horton. El columnista Michael Hiltzik describió uno de sus anuncios, que se centró en la inmigración ilegal, como «increíblemente racista». El anuncio, que se emitió durante un juego de playoffs de 2022 entre los San Diego Padres y Los Angeles Dodgers, caracterizó a los inmigrantes como delincuentes y afirmó que la inmigración ilegal está «agotando sus cheques de pago, destruyendo sus escuelas, arruinando a sus hospitales, y amenazando a su familia».